# Vilanova i la Geltrú (Gerichtsbezirk)
Der Gerichtsbezirk Vilanova i la Geltrú ist einer der 25 Gerichtsbezirke in der Provinz Barcelona.
Der Bezirk umfasst 7 Gemeinden auf einer Fläche von 231,78 km² mit dem Hauptquartier in Vilanova i la Geltrú.

## Gemeinden
| Gemeinde                            | Einwohner (2024) | Fläche km² | Dichte Einw./km² | Cod INE | Postleitzahl |
| ----------------------------------- | ---------------- | ---------- | ---------------- | ------- | ------------ |
| Canyelles                           | 5.367            | 13,99      | 384              | 08043   | 08811        |
| Castellet i la Gornal               | 2.674            | 47,19      | 57               | 08058   | 08729        |
| Cubelles                            | 17.243           | 13,34      | 1.293            | 08074   | 08880        |
| Olivella                            | 4.419            | 38,81      | 114              | 08148   | 08818        |
| Sant Pere de Ribes                  | 32.121           | 40,88      | 786              | 08231   | 08810, 08812 |
| Sitges                              | 32.405           | 43,70      | 742              | 08270   | 08870        |
| Vilanova i la Geltrú                | 70.418           | 33,87      | 2.079            | 08307   | 08800        |
| Gerichtsbezirk Vilanova i la Geltrú | 164.647          | 231,78     | 710              | –       | –            |